# Hoff Department Store
Hoff Department Store was een warenhuis aan de Main Street in Mount Horeb, Wisconsin. Het warenhuis sloot zijn deuren in 1984. 

## Geschiedenis
In 1866 opende George Burrows een winkel "The Corners" van een verdieping. Het was de eerste zaak in de omgeving en voorzag de plattelandsgemeenschap jarenlang van voedsel, ijzerwaren, kleding en een postkantoor. In 1881 bouwde de spoorwegmaatschappij een depot ten zuidwesten van The Corners. Als reactie hierop verplaatste Burrows de winkel, net als vele andere bedrijven, naar een locatie dichter bij het depot. De winkel werd gehuisvest op de locatie waar nu de Hoff-winkel staat.
In 1887 kochten de Noorse immigrant Andrew Hoff en zijn zwager Adolph Elver de winkel van Burrows en exploiteerden deze jarenlang. Omdat de gemeenschap bleef groeien, breidde Hoff de winkel in 1905 uit en van 1916 tot 1917 verbouwde hij de winkel volledig tot het grote bakstenen gebouw dat er anno 2024 nog steeds staat. Het is een pand in commercële stijl dat een heel blok beslaat. Hoff Department Store bleef open tot 1984, waarna het warenhuis definitief zijn deuren sloot.  
In 1989 werd het gebouw toegevoegd aan het National Register of Historic Places. 